# Pat Finucane
Patrick "Pat" Finucane (Belfast, 21 marzo 1949 – Belfast, 12 febbraio 1989) è stato un avvocato irlandese, specializzato nella difesa penale, ucciso da paramilitari lealisti che agivano di concerto con il servizio di intelligence britannico MI5.
Venne alla ribalta grazie alle sue azioni di successo contro il governo britannico in diversi importanti casi di diritti umani negli anni '80. È stato ucciso dai lealisti nella sua casa. Due killer gli hanno sparato davanti alla moglie e ai tre figli, mentre tutta la famiglia era seduta a tavola. Finucane è stato colpito 14 volte e anche sua moglie è rimasta ferita nell'attacco. L'omicidio di Finucane divenne uno degli eventi più risonanti del conflitto nordirlandese. Nel 2004, l'ex leader dell'Ulster Defence Association Ken Barrett si è dichiarato colpevole di questo crimine.
A seguito di due inchieste pubbliche sull'omicidio si è concluso che vi erano coinvolti i servizi segreti britannici. Nel dicembre 2012, il primo ministro britannico David Cameron ha pubblicato un rapporto in cui ammetteva la cospirazione dei servizi segreti britannici con i terroristi dell'Ulster Defense Association, sfociata nell'omicidio dell'avvocato.

## Biografia
Nato nel 1949 in una famiglia cattolica, Finucane era il maggiore di sette figli (John, Liam, Gerard, Seamus, Martin e Dermot) e una sorella, Rosaleen. All'inizio dei Troubles, la sua famiglia fu costretta a lasciare la propria casa. Si laureò nel 1973 al Trinity College di Dublino. Uno dei suoi fratelli, John, membro della Provisional IRA, morì in un incidente stradale su Falls Road, a Belfast, nel 1972. Un altro, Dermot, riuscì a evitare l'estradizione dalla Repubblica d'Irlanda all'Irlanda del Nord per il suo ruolo nella morte di un agente di custodia. Fu uno dei trentotto detenuti a fuggire con successo dalla prigione di Maze nel 1983. Il suo terzo fratello, Seamus, era il fidanzato di Mairead Farrell, uno dei tre membri dell'IRA uccisi a colpi di arma da fuoco dalle SAS a Gibilterra nel marzo 1988. Seamus era il capo di un'unità dell'IRA nella zona ovest di Belfast prima di essere arrestato nel 1976 con Bobby Sands e altri sette membri durante un tentativo di distruzione di un negozio di mobili a Balmoral, nella zona sud di Belfast. Fu condannato a quattordici anni di prigione. La moglie di Finucane, Geraldine, che incontrò al Trinity College, è figlia di protestanti della classe media. Ebbero tre figli, tra cui John, sindaco di Belfast nel 2019.

## Attività legale
Finucane cominciò la sua attività legale come apprendista presso lo studio legale Oliver Kelly, a Belfast. Dopo aver fondato nel 1979 il proprio studio con Peter Madden, iniziò a difendere i detenuti in base alle leggi d'emergenza e allo stesso tempo si rese responsabile delle indagini sulle accuse contro la polizia. La figura di Finucane cominciò ad avere ripercussioni pubbliche quando divenne il rappresentante legale di Bobby Sands e degli altri prigionieri dello sciopero della fame del 1981. I settori lealisti lo accusavano di lavorare per l'IRA, secondo questi, Finucane era responsabile della trasmissione di messaggi tra i detenuti e i loro complici, facendo un uso improprio della sua posizione, accuse che sono state smentite dalla sua famiglia e da fonti repubblicane. Fu anche il legale della vedova di Gervaise McKerr, uno dei tre uomini uccisi a colpi d'arma da fuoco dalla RUC in un incidente nel 1982, e Pat McGeown, che nel 1988 fu accusato nel caso degli omicidi dei caporali.

## Omicidio
Finucane è stato ucciso a colpi di arma da fuoco nella sua casa in Fort William Drive, a nord di Belfast, da Ken Barrett e da un altro uomo mascherato, che usarono rispettivamente una pistola Browning Hi-Power calibro 9mm e un revolver calibro 38. Ha ricevuto 14 colpi. I due uomini armati sfondarono la porta con un martello e penetrarono nella cucina dove Finucane stava mangiando con la sua famiglia. Gli spararono subito due colpi, buttandolo a terra. Posizionatisi sopra di lui, gli spararono nuovamente dodici colpi al volto, da distanza molto ravvicinata.
La moglie di Finucane, Geraldine, riportò ferite lievi durante l'aggressione, mentre i tre figli assistettero all'omicidio, prima di rifugiarsi sotto il tavolo. La RUC avviò immediatamente un'indagine sull'omicidio. L'incaricato dell'inchiesta era l'agente di polizia giudiziaria Alan Simpson, di stanza presso la divisione D della RUC di Antrim Road. L'indagine di Simpson durò sei settimane e in seguito fu evidenziato che fin dall'inizio le altre agenzie che indagavano sul caso avevano ottenuto ben poche informazioni. Diversi gruppi per i diritti umani hanno espresso diffusi sospetti che l'omicidio fosse stato perpetrato in complicità con gli ufficiali della RUC e, nel 2003, le indagini condotte da Stevens, un commissario del governo britannico, conclusero che l'omicidio era stato compiuto con la collaborazione della polizia nordirlandese. 
L'Ulster Defence Association (UDA), insieme alla sua ala violenta, gli Ulster Freedom Fighters (UFF), affermarono di aver ucciso l'avvocato poiché considerato un ufficiale di alto rango dell'IRA. Le indagini della polizia non produssero alcuna prova a sostegno di ciò. Finucane rappresentò i repubblicani in molti casi di alto profilo, ma lavorò anche per alcuni lealisti. Molti membri della sua famiglia avevano legami con i repubblicani, ma la famiglia stessa negò fermamente che Finucane fosse un membro dell'IRA. L'informatore dell'IRA Sean O'Callaghan ha affermato che Finucane era un membro, e che aveva partecipato a un incontro finanziario dell'IRA a Letterkenny nel 1980, con Gerry Adams. Tuttavia, sia Finucane che Adams hanno ripetutamente negato in ogni momento la loro appartenenza all'IRA. Sul caso Finucane, sia la RUC che il rapporto Stevens conclusero che egli non era un membro dell'IRA. I repubblicani criticarono duramente le parole di O'Callaghan (sia nel suo libro The Informer sia in diversi articoli di giornale).

## Dopo la morte
Lo studio legale di Finucane, Madden & Finucane Solicitors, guidato da Peter Madden, continua ad agire per conto di coloro che sono considerati vittime di abusi da parte dello Stato o a rappresentare i loro familiari sopravvissuti. Il Pat Finucane Centre (PFC), che porta il suo nome, è un organismo di lobbying per i diritti umani nell'Irlanda del Nord. Il PFC dedica la propria attività principalmente ai casi di nazionalisti e repubblicani, basandosi sui valori della non violenza e sulla forte convinzione che il conflitto in Irlanda del Nord sia dovuto essenzialmente all'incapacità del Governo di rispettare l'articolo 7 della Dichiarazione universale dei diritti dell'uomo, che dichiara l'uguaglianza davanti alla legge.